# Джессі Вільямс
Джессі Денієл Вільямс (англ. Jesse Daniel Williams; нар. 27 грудня 1983) — американський легкоатлет, яка спеціалізувався на стрибках у висоту.

## Спортивні досягнення
Фіналіст (8-е місце) олімпійських змагань зі стрибків у висоту (2012). Учасник олімпійських змагань зі стрибків у висоту (2008), де не вдалось подолати кваліфікаційний раунд.
Чемпіон світу зі стрибків у висоту (2011). Фіналіст змагань зі стрибків у висоту на інших чотирьох чемпіонатах світу (2005, 2007, 2013, 2015), де не вдалось подолати кваліфікаційні раунди.
Фіналіст змагань зі стрибків у висоту на чемпіонатах світу в приміщенні — 5-е місце у 2010 та 6-і місця у 2008 і 2012.
Фіналіст (4-е місце) чемпіонату світу серед юніорів зі стрибків у висоту (2002).
Чемпіон Діамантової ліги зі стрибків у висоту (2011).
Фіналіст (4-е місце) чемпіонату Північної і Центральної Америки та країн Карибського басейну зі стрибків у висоту (2015).
Фіналіст (4-е місце) Панамериканських ігор зі стрибків у висоту (2015).
Чемпіон США зі стрибків у висоту (2008, 2010, 2011).
Чемпіон США в приміщенні зі стрибків у висоту (2010, 2011, 2012).